# Interventions (essai)
Pour les articles homonymes, voir Intervention.
Interventions est un recueil d'articles de l'écrivain français Michel Houellebecq paru en 1998 aux éditions Flammarion. Une édition augmentée comprenant en tout 28 textes (dont deux sont tirés du recueil Rester vivant et trois de Lanzarote et autres textes publiés antérieurement) et accompagnés d'une préface paraît en 2009 sous le titre Interventions 2.
Cet ouvrage rassemble des textes (lettres, articles, entretiens) publiés dans divers périodiques tels la NRF, Paris Match, 20 ans, Les Lettres françaises, Art press, Les Inrockuptibles depuis 1992 (et certains postérieurs pour l'édition de 2009).
Dans le texte liminaire, l'auteur présente ces « réflexions théoriques » comme autant de « matériau romanesque ». Les sujets abordés sont aussi divers que le cinéma, la philosophie, du féminisme, Jacques Prévert (« Jacques Prévert est un con ») , la publicité, la question pédophile, etc.
En 2020 paraît Interventions 2020 chez Flammarion, son troisième recueil d'entretiens, de préfaces, de chroniques ou encore de billets. Le Figaro Magazine indique que Michel Houellebecq y évoque « des sujets variés allant, sans prétention d'exhaustivité, du cinéma muet au statut de l'écrivain, en passant par Dieu, les beaufs, la pédophilie, Philippe Muray ou le roman de science-fiction ».

## Éditions
- Interventions, Paris, éditions Flammarion, « Fiction Française », 1998, 149 p.  (ISBN 2-08067-631-8)
- Interventions 2. Traces, Paris, éditions Flammarion, 2009, 285 p.  (ISBN 2-0812-1757-0)
- Interventions 2020, éditions Flammarion, 2020, 464 p.